# Список послов СССР и России в Индонезии
В статье представлен список послов СССР и России в Индонезии.

## Хронология дипломатических отношений
- 22 мая 1948 г. — установлены консульские отношения.
- 26 января — 3 февраля 1950 г. — установлены дипломатические отношения.
- 30 ноября —17 декабря 1953 г. — достигнута договорённость об обмене посольствами.

## Список послов
| Срок полномочий                     | Посол                             | Годы жизни | Вручение верительных грамот | Комментарии        |
| ----------------------------------- | --------------------------------- | ---------- | --------------------------- | ------------------ |
| СССР                                |                                   |            |                             |                    |
| 7 июля 1954 — 24 августа 1958       | Дмитрий Александрович Жуков       | 1909—1981  | 20 сентября 1954            |                    |
| 24 августа 1958 — 2 июля 1960       | Борис Михайлович Волков           | 1913—1961  | 17 октября 1958             |                    |
| 2 июля 1960 — 27 апреля 1965        | Николай Александрович Михайлов    | 1906—1982  | 16 августа 1960             |                    |
| 27 апреля 1965 — 24 июля 1969       | Михаил Дмитриевич Сытенко         | 1918—2009  | 19 мая 1965                 |                    |
| 24 июля 1969 — 10 июня 1972         | Михаил Михайлович Волков          | 1918—1995  | 28 августа 1969             |                    |
| 10 июня 1972 — 2 июня 1976          | Павел Степанович Кузнецов         | 1918—1995  | 22 июля 1972                |                    |
| 2 июня 1976 — 4 декабря 1983        | Иван Фадеевич Шпедько             | 1918—1983  | 18 сентября 1976            |                    |
| 20 апреля 1984 — 20 марта 1987      | Станислав Иванович Семиволос      | 1931—2006  | 19 мая 1984                 |                    |
| 20 марта 1987 — 22 июня 1990        | Владимир Михайлович Семёнов       | 1928—      |                             |                    |
| 22 июня 1990 — 25 декабря 1991      | Валерий Владимирович Малыгин      | 1939—2009  |                             |                    |
| Российская Федерация                |                                   |            |                             |                    |
| 25 декабря 1991 — 13 сентября 1995  | Валерий Владимирович Малыгин      | 1939—2009  |                             |                    |
| 13 сентября 1995 — 29 сентября 1998 | Николай Николаевич Соловьёв       | 1931—1998  |                             |                    |
| 7 сентября 1999 — 6 октября 2004    | Владимир Юрьевич Плотников        | 1943—      |                             |                    |
| 6 октября 2004 — 19 января 2007     | Михаил Михайлович Белый           | 1945—      |                             |                    |
| 2 февраля 2007 — 11 октября 2012    | Александр Анатольевич Иванов      | 1952—      |                             |                    |
| 11 октября 2012 — 29 января 2018    | Михаил Юрьевич Галузин            | 1960—      | 12 февраля 2013             |                    |
| 15 февраля 2018 — 1 марта 2024      | Людмила Георгиевна Воробьёва      | 1964—      | 15 апреля 2018              |                    |
| 1 марта — 14 мая 2024               | Вероника Анатольевна Новосельцева | 1968—      |                             | Поверенный в делах |
| 14 мая 2024 — настоящее время       | Сергей Геннадьевич Толчёнов       | 1965—      | 8 августа 2024              |                    |